# Reacció de Benedict

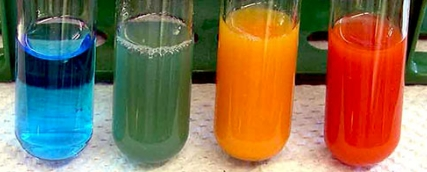
Reacció de Benedict.

En química, la reacció o prova de Benedict identifica sucres reductors (aquells que tenen el seu OH anoméric lliure), com la lactosa, la glucosa, la maltosa i cel·lobiosa. En solucions alcalines, poden reduir el Cu  2+ que té color blau a Cu +, que precipita de la solució alcalina com Cu  2  O de color vermell ataronjat.
El reactiu de Benedict consta de 
- sulfat de coure (II);
- citrat de sodi i
- carbonat anhidre de sodi i hidròxid de sodi per alcalinitzar el medi.

El fonament d'aquesta reacció radica que en un medi alcalí, l'ió cúpric (atorgat pel sulfat cúpric) és capaç de reduir-se per efecte del grup aldehid del sucre (CHO) a la seva forma de Cu +. Aquest nou ion s'observa com un precipitat vermell maó corresponent a l'òxid cuprós (Cu  2  O). El medi alcalí facilita que el sucre estigui de forma lineal, ja que el sucre en solució forma un anell piranòsic o furanòsic. Una vegada que el sucre està lineal, el seu grup aldehid pot reaccionar amb el ion cúpric en solució.
Generalment, la reacció de Benedict detecta la presència d'aldehids i alfa-hidroxetones, també per hemiacetals, incloses les que es produeixen en certes cetoses. Així, malgrat que la fructosa no és estrictament un sucre reductor, ja que és una polihidroxicetona, pot arribar a donar positiu ja que és convertida a aldosa, com glucosa o manosa, per la base del reactiu. Això passa per les condicions en què es realitza la prova: en un mitjà alcalí calent aquesta cetohexosa es tautomeritza (passant per un intermediari enòlic) a glucosa (que és capaç de reduir el io cúpric). Els disacàrids com la sacarosa (enllaç α (1 → 2) O) i la trehalosa (enllaç α (1 → 1) O), no donen positiu, ja que els seus OH anomèrics estan sent utilitzats en el enllaç glicosídic. En resum, es parla de sucres reductors quan tenen el seu OH anomèric lliure, i aquests són els que donen positiu en la prova de Benedict.